# Municipio de Aubbeenaubbee
El municipio de Aubbeenaubbee (en inglés: Aubbeenaubbee Township) es un municipio ubicado en el condado de Fulton en el estado estadounidense de Indiana. En el año 2010 tenía una población de 1448 habitantes y una densidad poblacional de 16,12 personas por km².

## Geografía
El municipio de Aubbeenaubbee se encuentra ubicado en las coordenadas 41°7′51″N 86°24′28″O / 41.13083, -86.40778. Según la Oficina del Censo de los Estados Unidos, el municipio tiene una superficie total de 89.84 km², de la cual 89,33 km² corresponden a tierra firme y (0,57 %) 0,51 km² es agua.

## Demografía
Según el censo de 2010, había 1448 personas residiendo en el municipio de Aubbeenaubbee. La densidad de población era de 16,12 hab./km². De los 1448 habitantes, el municipio de Aubbeenaubbee estaba compuesto por el 93,72 % blancos, el 2,76 % eran afroamericanos, el 0,48 % eran amerindios, el 0,62 % eran asiáticos, el 0,9 % eran de otras razas y el 1,52 % eran de una mezcla de razas. Del total de la población el 1,93 % eran hispanos o latinos de cualquier raza.